# Splash and Bubbles
Splash and Bubbles is een Amerikaanse televisieserie geproduceerd door Herschend Studios en The Jim Henson Company. De serie is gemaakt door John Tartaglia.
Het ging in première na Wild Kratts: Creatures of the Deep Sea.

## Verhaal
Splash and Bubbles volgt een yellowback fusilier (hoewel hij en de verteller soms beweren dat hij een yellowtail fusilier is), Splash, die zich vestigt in Reeftown na over de hele oceaan te hebben gekeken. Hij raakt vervolgens bevriend met Bubbles, een mandarijnendraak en het duo, samen met vrienden Dunk en Ripple, verkennen het rif om zich te wagen en nieuwe vrienden te maken.